# آسك زاد
آسك زاد (أو آسكزاد Askzad) مكتبة رقمية أكاديمية عربية تأسست عام 1997، وتضم الصفحات الكاملة لمكتبات كتب وبحوث ورسائل ماجستير ودكتوراه، ونُسخ مصورة للمقالات الأصلية التي تعود إلى عام 1823، وفقًا لاحتياجات الباحثين العرب. وتُزود بكل ما يُنشر حول الشرق الأوسط بأي لغة. غالبيةَ محتواها باللغة العربية، كما نقدِّم نصوصًا باللغات الإنجليزية والفرنسية والألمانية. بالتعاقد مع أعمال أكثر من 3500 ناشر للمحتوى العربي، بما في ذلك الجامعات ودور النشر وغيرها.

## أبرز قواعد البيانات
تتيح مجموعة من قواعد المعلومات: كتب ودوريات ومجلات وأبحاث ورسائل علمية وبحوث ودوريات محكّمة وأوراق مؤتمرات، وأيضا معاجم متخصصة وقواميس متعددة اللغات والموسوعات، أبرزها:
- مكتبة الأبحاث العلمية PAPRA
- كشاف الدوريات المحكمة PAJ
- مكتبة عروض المؤتمرات PACP 4
- مكتبة الرسائل الجامعية
- مكتبة الكتب والمراجع
- كشاف الصحف والمجلات PANI.[10]

## خدمات النشر
بالإضافة لخدمات الاطلاع تتيح آسك زاد عرض المحتوى الخاص بالمفكرين ولأكثر الجامعات العالمية شهرة.

## روابط خارجية
موقع مكتبة آسك زاد الأكاديمية